# 庫亞維
庫亞維（波蘭語：Kujawy）是波蘭的一個歷史地理區域，位於波蘭中北部維斯瓦河左岸。

## 外部連結
- Website of Kujawy-Pomeranian Voivodeship （页面存档备份，存于）